# Antocha saxicola
Antocha saxicola là một loài ruồi trong họ Limoniidae. Chúng phân bố ở miền Tân bắc.